# Чоплень
Чоплень (рум. Ciopleni) — село у Кріуленському районі Молдови. Входить до складу комуни, адміністративним центром якої є село Грушова.

## Населення
За даними перепису населення 2004 року у селі проживали 1180 осіб.
Національний склад населення села:
| Національність       | Кількість осіб | Відсоток |
| -------------------- | -------------- | -------- |
| молдавани            | 1169           | 99,1%    |
| росіяни              | 7              | 0,6%     |
| українці             | 3              | 0,3%     |
| інша / без відповіді | 1              | 0,1%     |
| Всього               | 1180           | 100%     |